# Jon Cypher
Jon Cypher, född 13 januari 1932 i New York, New York, är en amerikansk skådespelare. 
Cypher är mest hågkommen som polischefen Fletcher Daniels i TV-serien Spanarna på Hill Street, men har även medverkat i musikaler på Broadway.
Han gjorde sin TV debut 1957 som i prinsen i musikalen Askungen av Rodgers och Hammerstein i vilken Julie Andrews spelade titelrollen.

## Filmografi (urval)
- 1964 – Flipper (TV-serie) (1 avsnitt)
- 1972 – Bröderna Cartwright (TV-serie) (1 avsnitt)
- 1972 – Mannix (TV-serie) (2 avsnitt)
- 1972 – På farligt uppdrag (TV-serie) (1 avsnitt)
- 1974 – Cannon (TV-serie) (1 avsnitt)
- 1974 – The F.B.I. (TV-serie) (1 avsnitt)
- 1977 – Rockford tar över (TV-serie) (2 avsnitt)
- 1979 – Kärlek ombord (TV-serie) (1 avsnitt)
- 1981 – General Hospital (TV-serie) (1 avsnitt)
- 1981–1987 – Spanarna på Hill Street (TV-serie) (71 avsnitt)
- 1982 – Dallas (TV-serie) (1 avsnitt)
- 1982–1983 – Knots Landing (TV-serie) (10 avsnitt)
- 1982 – Titta han flyger (TV-serie) (1 avsnitt)
- 1983–1987 – Dynastin (TV-serie) (10 avsnitt)
- 1983 – Knight Rider (TV-serie) (1 avsnitt)
- 1986 – Hotellet (TV-serie) (1 avsnitt)
- 1986–1993 – Mord och inga visor (TV-serie) (3 avsnitt)
- 1987 – He-Man – universums härskare
- 1987 – Hunter (TV-serie) (1 avsnitt)
- 1988–1989 – Pluton B i Vietnam (TV-serie) (2 avsnitt)
- 1988–1989 – Santa Barbara (TV-serie) (57 avsnitt)
- 1990–1993 – Major Dad (TV-serie) (69 avsnitt)
- 1994 – Omaka par (TV-serie) (1 avsnitt)
- 1994 – Robocop: The Series (TV-serie) (1 avsnitt)
- 1994 – Scali (TV-serie) (1 avsnitt)
- 1995–2000 – I lagens namn (TV-serie) (2 avsnitt)
- 1995 – Mord, mina herrar (TV-serie) (1 avsnitt)
- 1996 – Doktor Quinn (TV-serie) (1 avsnitt)
- 1997 – Pinky och Hjärnan (TV-serie) (röstroll, 1 avsnitt)
- 1998 – På heder och samvete (TV-serie) (1 avsnitt)
- 1999–2000 – Batman Beyond (TV-serie) (röstroll, 3 avsnitt)
- 1999 – Walker, Texas Ranger (TV-serie) (1 avsnitt)